# Гней Папірій Карбон (консул 113 року до н. е.)
Гней Папірій Карбон (лат. Gnaeus Papirius Carbo) — консул Стародавнього Риму 113 до н. е.

## Біографія
Походив із плебейського роду Папіріїв Карбонів. Був сином Гая Папірія Карбона, претора 168 до н. е.
Імовірно, в 116 до н. е. був претором, а потім і пропретором в провінції Азія (на острові Делос знайдено напис, де згадується хтось схожий на Карбона). У 113 до н. е. став консулом. Під час консулату був розбитий кімврами при Нореї.
Пізніше був притягнутий до суду Марком Антонієм Оратором по невідомому звинуваченню, і незабаром покінчив життя самогубством, прийнявши шевське чорнило (atramentum sutorium).